# Rollenerwartung
Rollenerwartungen bezeichnen gesellschaftliche Erwartungen an das Verhalten von Menschen in der sozialen Interaktion – genauer: „gewisse Verhaltensweisen, die man vom Träger einer (sozialen) Position erwartet“.
Der soziologische Begriff der Rollenerwartungen wurde erstmals 1958 von Ralf Dahrendorf verwendet. Er führte ihn als einen Bestandteil seiner Ausarbeitung der Rollentheorie – dem Konzept des Homo sociologicus – ein. Dahrendorf geht in seiner soziologischen Handlungstheorie von normorientiert handelnden Individuen aus; er knüpft damit an die maßgeblich vom amerikanischen Soziologen Talcott Parsons geprägte, strukturfunktionalistische Rollentheorie an.
Dahrendorfs Überlegungen waren vielfacher Kritik unterworfen und wurden später unter anderem von Uwe Schimank  überarbeitet und gewissermaßen „modernisiert“.

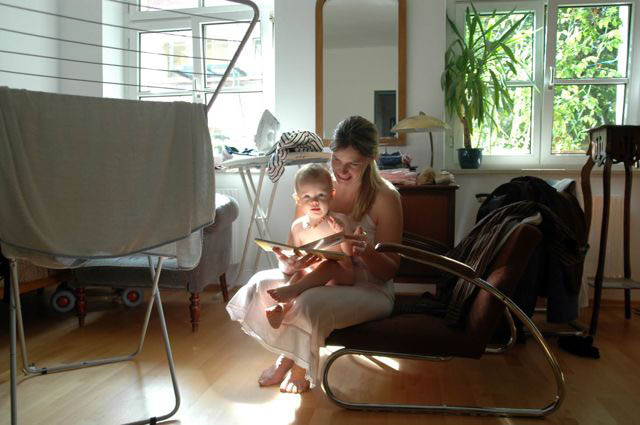
Soziale Rolle Mutter: Frau als liebende, sorgende und ihrem Kind Aufmerksamkeit gebende Mutter und beim Verrichten von Arbeiten im Haushalt.

## Begriffsdefinitionen

### Soziale Position
Rollenerwartungen sind nach Dahrendorf „gewisse Verhaltensweisen die man vom Träger einer (sozialen) Position erwartet“. Eine (soziale) Position beschreibt er als: „[…] jeden Ort in einem Feld sozialer Beziehungen […]“.
Beispiele für soziale Positionen wären dieser Definition zufolge: die Position der Eltern(teile) in der Beziehung zu ihren Kindern, die Position der Ehefrau / des Ehemannes in der Beziehung zu ihrem / seinem Ehepartner, die Position des Lehrers in der Beziehung zu seinen Schülern, deren Eltern und dem Direktor.
Aus dieser Aufzählung wird bereits ersichtlich, dass ein Mensch in der Regel mehrere soziale Positionen einnimmt (z. B.: Mutter, Ehefrau und Lehrerin), die ihn für gewöhnlich zu mehreren Personen bzw. Personengruppen- den Bezugsgruppen in eine soziale Beziehung setzt (z. B.: als Lehrerin zu den Schülern, deren Eltern und dem Direktor).

### Soziale Rolle und Rollenerwartungen
Mit jeder sozialen Position ist eine soziale Rolle verbunden. Diese besteht aus den gesellschaftlich erwarteten Verhaltensweisen an den Inhaber der sozialen Position, die Dahrendorf als Rollenerwartungen bezeichnet.

### Bezugsgruppen
Rollenerwartungen werden unabhängig vom einzelnen Akteur durch die Gesellschaft festgelegt. Konkret geschieht dies durch jene Personen und Personengruppen mit denen das Individuum als Inhaber einer sozialen Position in eine Sozialbeziehung tritt. Diese bezeichnet man als Bezugsgruppen.

### Verbindlichkeit von Rollenerwartungen
Rollenerwartungen sind nicht alle gleich verbindlich. Ihr Grad an Verbindlichkeit lässt sich an der Art der Sanktionen erkennen, die mit deren Nichtbeachtung verbunden sind.
Je mehr (stark) negative Sanktionen (z. B.: juristische Bestrafung, Verachtung, Missbilligung) mit der Nichtbeachtung einer Rollenerwartung verbunden sind, umso höher ist ihre Verbindlichkeit, und umso eher wird sie der Inhaber einer sozialen Position befolgen.
Somit bieten – vor allem negative – Rollenerwartungen die Möglichkeit, das Verhalten eines Individuums vorauszusagen Erwartungserwartung.
Sind mit der Einhaltung einer Rollenerwartung vor allem positive soziale Sanktionen (z. B.: Verleihung von Orden, Zuerkennung von Prestige und Anerkennung) verbunden, werden diese als weniger verbindlich empfunden, da ein Individuum Dahrendorf zufolge auf positive Sanktionen eher verzichten kann.
Rollenerwartungen dienen dem Inhaber einer sozialen Position als Orientierungshilfe: Je mehr negativ sanktionierte Rollenerwartungen zu einer sozialen Rolle gehören, umso höher wird für gewöhnlich auch deren gesellschaftliche und individuelle Bedeutung eingeschätzt.

### Arten von Rollenerwartungen
Dahrendorf hat verschiedene Arten von Rollenerwartungen nach dem Grad ihrer Verbindlichkeit charakterisiert: Muss-Erwartungen, Soll-Erwartungen und Kann-Erwartungen.
Seine Definition dieser „Erwartungstypen“ wurde von Schimank etwas abgeändert.
Muss-Erwartungen sind bei Dahrendorf die Pflichten eines Rollenträgers. Sie sind alle rechtlich und somit verbindlich festgelegt. Bei Nichterfüllung droht nicht irgendeine negative soziale Sanktion, sondern gesetzliche Strafe.
Schimank beschreibt Muss-Erwartungen ebenso also „höchstverbindliche“ Erwartungen, die jedoch nicht rechtlich fixiert sein müssen.
Die Befolgung von Muss-Erwartungen zieht laut beiden Autoren niemals positive Sanktionen nach sich, da deren Einhaltung als (beinahe) absolut verbindlich gilt.
Soll-Erwartungen sind nach Dahrendorf Pflichten eines Rollenträgers, die nicht unbedingt rechtlich festgelegt sind, aber den "härteren Kern" der Pflichten bezeichnen. Erfüllt man sie nicht, drohen mit Sicherheit negative soziale Sanktionen.
Soll-Erwartungen werden von dem Inhaber einer sozialen Position meist als beinahe ebenso verbindlich empfunden wie Muss-Erwartungen. Die mit deren Nichtbefolgung verbundenen negativen sozialen Sanktionen werden vom betroffenen Individuum oftmals als ebenso schlimm empfunden wie eine rechtliche Strafe. Als Beispiel für Soll-Erwartungen nennt Dahrendorf die Verhaltensvorgaben von Parteien, und Organisationen.
Schimank betont, dass Soll-Erwartungen im Gegensatz zu Muss-Erwartungen als weniger verbindlich empfunden werden. Seiner Ansicht nach benötigt man für ihre Einhaltung gewisse Fähigkeiten, die nicht jeder besitzt. Als Beispiel für eine Soll-Erwartung nennt der Autor die Anforderung an eine Lehrkraft den Schülern den Stoff verständlich zu vermitteln.
Dauerhaftes Einhalten von Soll-Erwartungen wird laut beiden Autoren positiv sanktioniert.
Als Kann-Erwartungen bezeichnet Dahrendorf die Erwartung an den Inhaber einer sozialen Position etwas zu tun was über das Notwendige hinausgeht. Kann-Erwartungen sind somit die schwächste Form der Rollenerwartungen. Man muss sie nicht unbedingt erfüllen, jedoch ist laut Dahrendorf in vielen gesellschaftlichen Bereichen ohne ihre Befolgung kein „Fortkommen“ möglich. (z. B.: im Beruf, Parteien, Organisationen, Erziehungsinstitutionen etc.)
Schimank betont dagegen stark den Aspekt der Freiwilligkeit bei der Befolgung von Kann-Erwartungen.
Mit dem Einhalten von Kann-Erwartungen sind laut beiden Autoren (fast) nur positive Sanktionen verbunden.

## Kritik an Dahrendorfs Rollentheorie
Dahrendorfs deterministische Sichtweise auf die Freiheit des Individuums wurde verschiedentlich kritisiert: Ein Akteur könne sehr wohl mit einem gewissen Grad frei entscheiden, auf welche Weise er eine bestimmte Position ausfüllen möchte, und damit auch die Erwartungen an seine Rolle verändern (siehe dazu auch Rollendistanz, Konzept des „role-making“ bei Schimank).
Schimanks „Überarbeitung“ von Dahrendorfs Handlungsmodell des Homo sociologicus trägt dieser Kritik Rechnung, indem sie dem Individuum bei der Erfüllung von Rollenerwartungen mehr Handlungsfreiheit zugesteht.